# Acalypha intermedia
Acalypha intermedia är en törelväxtart som beskrevs av De Wild.. Acalypha intermedia ingår i släktet akalyfor, och familjen törelväxter. Inga underarter finns listade i Catalogue of Life.